# 秦开
秦開（？—？）是戰國時燕国昭王時代的將軍。荆轲助手秦舞陽的祖父。

## 生平
秦開是燕國將軍。前3世纪初時被送往东胡成為人質。由於得到東胡的信任，秦開通曉東胡的民情風俗及其虛實。燕昭王即位後，秦開逃歸燕國。
前300年大破东胡，迫使東胡北退千餘里。之後曾渡過遼水進攻箕子朝鮮，直達滿潘汗（今朝鲜清川江）為界，據有今遼寧全境，並開辟辽东，置上谷、漁陽、右北平、遼西、遼東五郡，築燕長城。《史記·匈奴傳》有其事蹟。再往後紀錄不詳。
中國文物局於2000年在辽宁省葫蘆島市建昌縣西碱厂乡東大杖子村的大凌河戰國墓地群發掘出積石木槨墳、青銅短劍及燕式陶器，當中包括秦開的遺物。
秦舞阳是秦開之孙，荊軻行刺秦始皇之時擔任其助手。